# Клевцовская
Клевцовская — деревня в Тарногском районе Вологодской области.
Входит в состав Заборского сельского поселения, с точки зрения административно-территориального деления — в Лохотский сельсовет.
Расстояние до районного центра Тарногского Городка по автодороге — 29 км, до центра муниципального образования Красного по прямой — 14 км. Ближайшие населённые пункты — Стуловская, Алферовская, Дуброва, Антипинская.
По переписи 2002 года население — 19 человек.